# Lisel Alamilla
Lisel Alamilla là một nhà bảo tồn và chính khách từ Belize. Vào năm 2012, Alamilla được bổ nhiệm làm thượng nghị sĩ và là thành viên của Nội các Belize với tư cách là Bộ trưởng Bộ Lâm nghiệp, Thủy sản và Phát triển bền vững. Bà phục vụ cho đến năm 2015. Alamilla đã giành giải thưởng Whitley 2012 cho Lãnh đạo truyền cảm hứng..

## Cuộc sống và giáo dục
Lisel Alamilla sinh ngày 5 tháng 9 năm 1967, cha mẹ bà là Maclovio Alamilla và Rose Magda Alamilla. Bà có bốn anh chị em Luis, Giovanni, Tania và Eder. Bà sinh ra ở Thành phố Belize. Khi còn bé, bà sống ở Thành phố Belize và Benque Viejo del Carmen. Alamilla có bằng Thạc sĩ về Khoa học Xã hội Bảo tồn của Đại học Tài nguyên Thiên nhiên Đại học Idaho năm 1995. Bà lấy bằng Cử nhân năm 1993 từ Đại học Northeastern Illinois. Bà tốt nghiệp trường Cao đẳng Saint John's và Học viện Saint Catherine, một trường trung học nữ sinh.
Lisel Alamilla là Giám đốc điều hành của Quỹ bảo tồn Ya'axché từ năm 2008 đến năm 2012, nơi bà làm việc để bảo vệ cảnh quan vàng của người Maya ở miền nam Belize. Trước khi làm việc tại Ya'axché, Alamilla đã làm việc tại Tổ chức Động thực vật Thế giới với vai trò Giám đốc Quốc gia cho Belize. Vào năm 2012, Alamilla đã giành được giải thưởng Whitley cho Lãnh đạo truyền cảm hứng từ Quỹ Whitney for Nature..

## Sự nghiệp chính trị
Năm 2012, Alamilla được bổ nhiệm làm thượng nghị sĩ và là thành viên của Nội các Belize với tư cách là Bộ trưởng Bộ Lâm nghiệp, Thủy sản và Phát triển bền vững của Thủ tướng Dean Barrow. Với các cuộc hẹn mới của Barrow vào tháng 11 năm 2015, Alamilla không còn là thượng nghị sĩ hay Bộ trưởng Nội các Belize nữa..
Vào tháng 11 năm 2015 Alamilla được bổ nhiệm thành lập và Chủ tịch Ủy ban Quyền sở hữu đất đai Maya Maya có nhiệm vụ thực hiện tư vấn với người Maya hoặc đại diện của họ về Đơn hàng đồng ý, nhằm phát triển khuôn khổ lập pháp, hành chính và quản trị để công nhận vùng đất thường lệ của Maya nhiệm kỳ là Quận Toledo, Belize.